# Corythaica monacha
Corythaica monacha är en insektsart som först beskrevs av Carl Stål 1858.  Corythaica monacha ingår i släktet Corythaica och familjen nätskinnbaggar. Inga underarter finns listade i Catalogue of Life.